# Phyllotreta dilatata
Phyllotreta dilatata es una especie de insecto coleóptero de la familia Chrysomelidae. Fue descrita científicamente por C. G. Thomson en 1866.